# Мунку-Сардик
51°43′08″ пн. ш. 100°35′49″ сх. д. / 51.7188331° пн. ш. 100.5970552° сх. д.
Мунку-Сардик (з бур. Мүнхэ Һарьдаг — «вічний голець») — найвища вершина Саян, висота 3491 м.

## Етимологія
Мунку́ — від бурятського слова Мүнхэ — вічний, віковічний, споконвічний. Сардык — һарьдаг (сарьдаг) — голець. Таким чином, Мүнхе Һардаг можна перекласти як «вічний голець»; іноді буряти говорять Мүнхе Сагаан Һарьдаг — «вічний білий голець», оскільки вершина його одягнена вічним льодом і снігом.
Мунку-Сардик є для місцевого населення (бурят, монголів та сойотів) священною територією, місцем проживання Абай-Гесер-хана та численних духів Саянських гір. Перебування тут заборонено, особливо для жінок, — для чоловіків треба питати дозвіл у духів.

## Географічне положення
Розташована на кордоні Бурятії (Росія) та Монголії. Однойменна назва має ділянку хребта Великого Саяна в районі вершини, що складається із шести масивів, протяжністю 14 км.
Хребет Мунку-Сардик має альпійський рельєф з гірськими долинами льодовикового походження. На головній та деяких інших вершинах зараз знаходиться чотири невеликі льодовики, загальною площею около 1,3 км². Основний північний льодовик має товщину до 85 м, з тріщинами шириною до півметра і глибиною до 6 м. Нині площа льодовиків активно скорочується.
На схід від Мунку-Сардика від ущелини Іркута відходять тункинські гольці. На північний схід знаходиться Окінське плато, на якому беруть початок великі ліві притоки Ангари — річки Ока, Іркут та Китою. На північ на висоті 2613 м розташоване озеро Ехой. З південного боку, за 12 км від вершини лежить озеро Хубсугул.
Хребет складний переважно гранітами. У річкових долинах до висоти 2100 м зустрічаються ліси, вище на схилах — альпійські луки, гірська тундра та кам'янисті розсипи — куруми.

## Туризм та альпінізм
Вперше сходження на вершину здійснив російський географ і натураліст Густав Радде в 1858.
На вершину Мунку-Сардик згідно з класифікатором альпіністських маршрутів Росії прокладено маршрути 1Б, 2А та 2Б категорій складності. У хребті Мунку-Сардик є й інші вершини з класифікованими альпіністськими маршрутами: Динамо, Крила Рад, Леонова, Небезпечна, Ескадрилья та ін. Більшість груп туристів здійснюють сходження на цю вершину на початку травня. Початок маршруту проходить заледенілим руслом річок Білий Іркут та Мугувек у мальовничому каньйоні. Підйом на саму вершину найпростішим маршрутом (1Б к/с) здійснюється по північному гребеню.
Кордон між Росією та Монголією проходить через хребет Мунку-Сардик. Згідно з діючими правилами, необхідно заздалегідь отримати дозвіл в прикордонній службі для відвідування прикордонної зони, яка включає хребет Мунку-Сардик..
З боку Монголії від озера Хубсугул на північний захід сходження можливі протягом усього року маршрутами 1А та 1Б. При перетині прикордонної застави Монди необхідно мати паспорт громадянина РФ, або у разі направлення до масиву р. Мунку-Сардик з боку Тункінського району Республіки Бурятія — перепустка для перебування в прикордонній зоні .

## Топографічна карта
Аркуш карти M-47-V. Масштаб: 1 : 200 000. (рос.) Зазначити дату випуску/стану місцевості.